# Port lotniczy Bentota
Port lotniczy Bentota (IATA: BJT, ICAO: brak) – port lotniczy położony w mieście Bentota, w Południowej Prowincji, na Sri Lance. 